# Abzucht (Oker)
Die Abzucht, im Oberlauf auch Wintertalbach genannt, ist ein 12,1 km langer, orografisch linker Nebenfluss der Oker in Niedersachsen. Der Bach fließt durch die Stadt Goslar.

## Geographie
Die Abzucht entspringt in oberen Wintertal als Wintertalbach auf einer Höhe von 722 m ü. NN. Die Quelle liegt an der Nordostflanke der Schalke. Von hier aus fließt der Bach zunächst in nordöstliche Richtungen. Etwa ein Kilometer oberhalb des Goslarer Stadtrandes gibt es seit etwa 2012 ein Überleitungsbauwerk der Harzwasserwerke, welches erhöhte Abflüsse des Gewässers über ein Wehr und ein Bohrloch in den das Tal unterquerenden Oker-Grane-Stollen einleiten kann, um es in der Granetalsperre zu Trinkwasser aufzubereiten.
Unmittelbar am Goslarer Stadtrand, westlich des Rammelsbergs wird die Abzucht im Herzberger Teich aufgestaut. Unterhalb des Teiches passiert der Bach kanalisiert den Bereich des Erzbergwerkes Rammelsberg und erreicht anschließend den südlichen Stadtrand von Goslar. Hier fließt die Abzucht mit der deutlich größeren, von links kommenden Gose zusammen und nimmt nun deren zuletzt östliche Fließrichtung auf. Nachdem die Abzucht die Altstadt von Goslar durchflossen hat, fließt sie, begleitet von der B 498, in Richtung des Goslarer Stadtteils Oker, um dort linksseitig auf 192 m ü. NN in den Fluss Oker zu münden.
Auf ihrem 12,1 km langen Weg überwindet die Abzucht einen Höhenunterschied von 530 m, was einem mittleren Sohlgefälle von 43,8 ‰ entspricht. Der Bach entwässert ein 31,61 km² großes Einzugsgebiet über Oker, Aller und Weser in die Nordsee.

## Geschichte
Während das Wasser der Gose zum Bierbrauen (Gose-Bier) genutzt werden konnte, war die Abzucht durch den Bergbau am Rammelsberg stark belastet. Der Name leitet sich hierbei vom lat. Wort aquaeductus ab. So lautet die Ersterwähnung des Flusses im Jahr 1271 Agetucht. Im Neuhochdeutschen wurde der Name schließlich in Anlehnung an „abziehen, Abzug“ umgedeutet.
Im Bereich des Wintertals und der bergbaulichen Anlagen am Rammelsberg trieb die Abzucht Wasserräder an und wurde zur Erzwäsche genutzt. Innerhalb der Stadtmauern Goslars und auf ihrem weiteren Weg bis zur Mündung in die Oker trieb ihr Wasser, bereits um den Abfluss der Gose vermehrt, zahlreiche Wasserräder von Mühlen, Walkereien oder Sägewerken an.
Während bis zum 19. Jahrhundert die Gose in drei Armen die Innenstadt durchzog, tritt heute nur noch die in Steinmauern gefasste Abzucht im Stadtbild auf. Der frühere Verlauf der Gose lässt sich noch an den Straßennamen wie An der Gose, Gosewinkel oder Gosestraße erahnen.

## Gewässerqualität
Die Abzucht wird vom zuständigen niedersächsischen Landesamt NLWKN im Rahmen der EU-Wasserrahmenrichtlinie überwacht und unter der Wasserkörper-Nr. 15003 geführt. Mit Stand von 2022 wird das Gewässer als erheblich verändert beurteilt, was auch auf die eingefasste Führung in der Goslarer Altstadt zurückzuführen ist. Die biologisch relevanten Eigenschaften werden als „mäßig“, der chemische Zustand jedoch als „nicht gut“ bewertet. Der Grund hierfür ist vor allem die an der Einmündung in die Oker gemessene Belastung mit Blei, Quecksilber, Cadmium und Nickel sowie deren chemische Verbindungen. Die Abzucht nimmt einerseits die mit Blei und Cadmium belasteten Niederschlagsgewässer aus der Stadt auf, andererseits vor allem die Einträge aus den Abraumhalden bei Oker, also Altlasten der früheren Bergbautätigkeit im Rammelsberg. Eine weitere Schadstoffquelle ist die unter Bergaufsicht stehende Altlast der Absetzbecken Am Bollrich für Abwässer der Armerzaufbereitung aus den 1950er Jahren, deren Abfluss in die Gelmke mündet.

## Bildergalerie

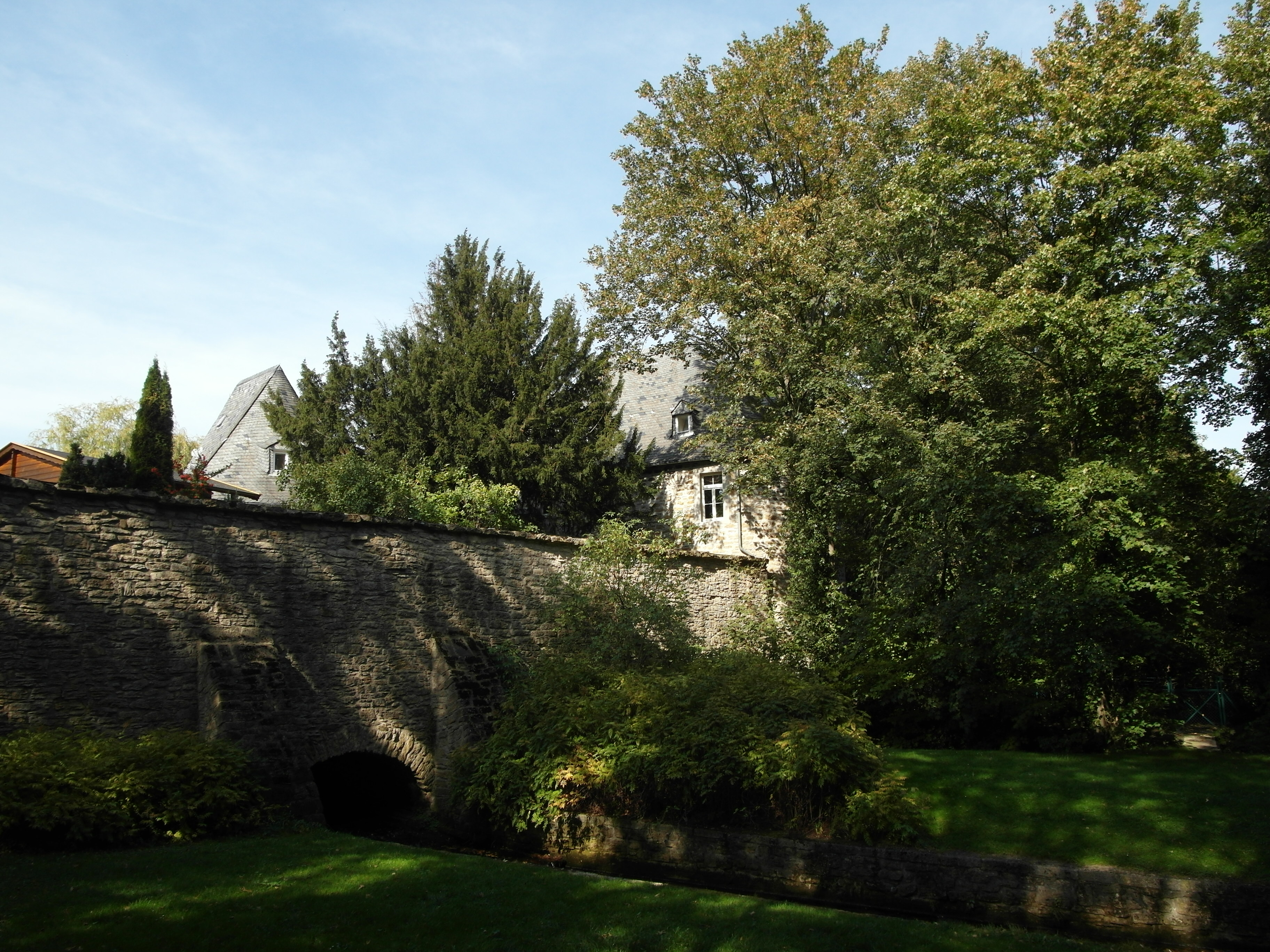
Die Abzucht beim Durchfließen der Goslarer Stadtmauer
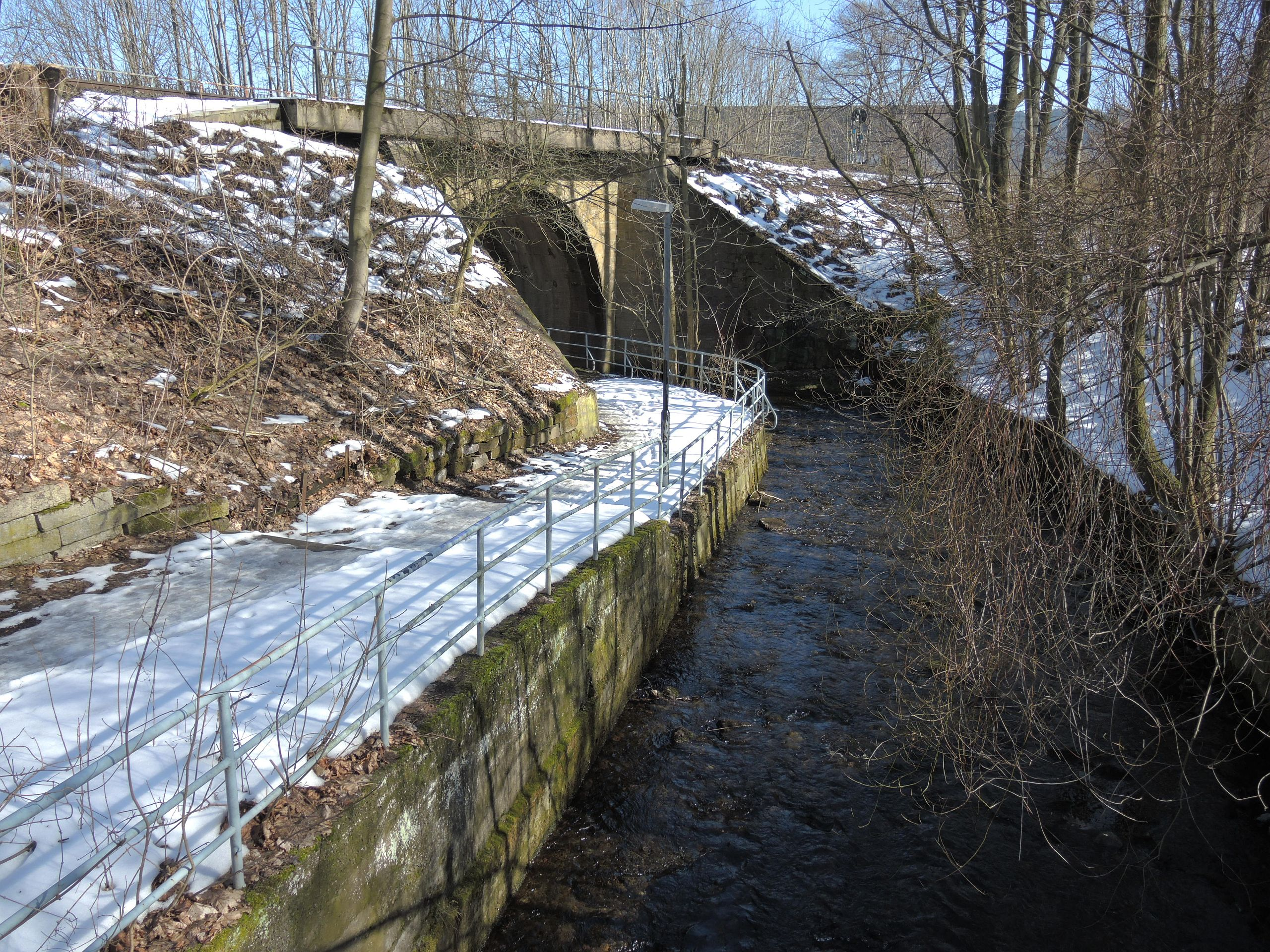
Die Abzucht nahe dem Klusfelsen
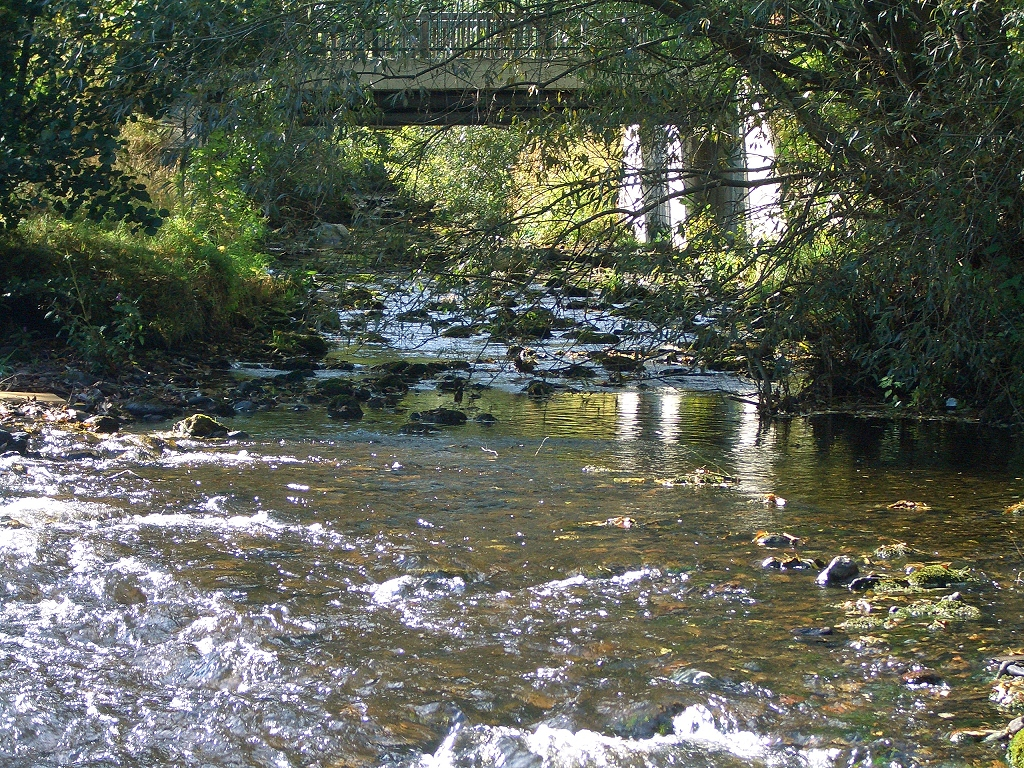
Die Abzucht mündet bei Oker in die Oker, die vorn im Bild nach rechts fließt.